# Persone di nome Milan/Calciatori
| Questa pagina contiene informazioni ricavate automaticamente dalle voci biografiche con l'ausilio del template Bio e di un bot. L'aggiornamento è periodico e automatico e ricostruisce completamente la pagina. Se manca una persona in questa lista, sei pregato di non aggiungerla, ma accertati piuttosto che la sua voce biografica contenga il template Bio e che i dati anagrafici siano correttamente compilati. Se il template Bio manca, inseriscilo tu stesso o, in alternativa, metti l'avviso {{tmp\|Bio}} che ne segnala la mancanza. Se i dati riportati sono sbagliati, correggi direttamente la voce biografica; le modifiche saranno visibili in questa lista entro pochi giorni. Per chiarimenti vedi il progetto antroponimi. La lista contiene solo le 104 persone che sono citate nell'enciclopedia e per le quali è stato implementato correttamente il template Bio. Pagina aggiornata al 16 ott 2024. |

Questa è una lista di persone presenti nell'enciclopedia che hanno il nome Milan e sono calciatori.

## A(2)
- Milan Albrecht, ex calciatore cecoslovacco (n. 1950)
- Milan Aleksić, calciatore serbo (Kragujevac, n. 2005)

## B(8)
- Milan Badelj, calciatore croato (Zagabria, n. 1989)
- Milan Baroš, calciatore ceco (Valašské Meziříčí, n. 1981)
- Milan Berck Beelenkamp, ex calciatore olandese (Haarlem, n. 1977)
- Milan Blagojevic, ex calciatore australiano (Sydney, n. 1969)
- Milan Bojović, calciatore serbo (Lučani, n. 1987)
- Milan Borjan, calciatore serbo (Tenin, n. 1987)
- Milan Bortel, calciatore slovacco (Ilava, n. 1987)
- Milan Bubalo, calciatore serbo (Belgrado, n. 1990)

## C(1)
- Milan Corryn, calciatore belga (Aalst, n. 1999)

## D(7)
- Milan Damjanović, calciatore jugoslavo (Tenin, n. 1943 - Belgrado, † 2006)
- Milan Davidov, ex calciatore serbo (Odžaci, n. 1979)
- Milan Dimun, calciatore slovacco (Košice, n. 1996)
- Milan Dolinský, ex calciatore cecoslovacco (Brunovce, n. 1935)
- Milan Dudić, ex calciatore serbo (Kraljevo, n. 1979)
- Milan Dvořák, calciatore cecoslovacco (Praga, n. 1934 - † 2022)
- Milan de Haan, calciatore olandese (Monnickendam, n. 2003)

## F(2)
- Milan Ferenčík, calciatore slovacco (Senica, n. 1991)
- Milan Fukal, ex calciatore ceco (Jablonec nad Nisou, n. 1975)

## G(3)
- Milan Gajić, calciatore serbo (Kruševac, n. 1986)
- Milan Gajić, calciatore serbo (Vukovar, n. 1996)
- Milan Galić, calciatore jugoslavo (Bosansko Grahovo, n. 1938 - Belgrado, † 2014)

## H(2)
- Milan Havel, calciatore ceco (Praga, n. 1994)
- Milan Heča, calciatore ceco (Krumvíř, n. 1991)

## I(1)
- Milan Ivana, ex calciatore slovacco (Kálnica, n. 1983)

## J(11)
- Milan Janković, ex calciatore jugoslavo (Sarajevo, n. 1959)
- Milan Jevtović, calciatore serbo (Čačak, n. 1993)
- Milan Jezdimirović, calciatore serbo (Užice, n. 1996)
- Milan Jirásek, calciatore ceco (Chrudim, n. 1992)
- Milan Jokić, calciatore serbo (Aranđelovac, n. 1995)
- Milan Joksimović, calciatore serbo (Užice, n. 1996)
- Milan Jovanić, ex calciatore serbo (Novi Sad, n. 1985)
- Milan Jovanović, ex calciatore serbo (Čačak, n. 1981)
- Milan Jovanović, ex calciatore montenegrino (Čačak, n. 1983)
- Milan Jovin, ex calciatore jugoslavo (Srpska Crnja, n. 1955)
- Milan Jurdík, calciatore slovacco (Považská Bystrica, n. 1991)

## K(6)
- Milan Kerbr, ex calciatore ceco (Uherské Hradiště, n. 1967)
- Milan Kerbr, ex calciatore ceco (Uherské Hradiště, n. 1989)
- Milan Kocić, calciatore sloveno (Sesana, n. 1990)
- Milan Kojić, ex calciatore canadese (Hamilton, n. 1976)
- Milan Kopic, ex calciatore ceco (Pelhřimov, n. 1985)
- Milan Kvocera, calciatore slovacco (Považská Bystrica, n. 1998)

## L(5)
- Milan Lalkovič, calciatore slovacco (Košice, n. 1992)
- Milan Lazarević, calciatore serbo (Milići, n. 1997)
- Milan Luhový, ex calciatore cecoslovacco (Ružomberok, n. 1963)
- Milan Lukač, calciatore serbo (Novi Sad, n. 1985)
- Milan Lutonský, calciatore ceco (Rybníček, n. 1993)

## M(9)
- Milan Majstorović, calciatore serbo (Novi Sad, n. 2005)
- Milan Makarić, calciatore serbo (Novi Sad, n. 1995)
- Milan Massop, calciatore olandese (Zevenaar, n. 1993)
- Milan Mijatović, calciatore montenegrino (Pljevlja, n. 1987)
- Milan Milanović, calciatore serbo (Kosovska Mitrovica, n. 1991)
- Milan Mirosavljev, calciatore serbo (Vrbas, n. 1995)
- Milan Mitić, ex calciatore serbo (Belgrado, n. 1984)
- Milan Mitrović, calciatore serbo (Prokuplje, n. 1988)
- Milan Mišůn, calciatore ceco (Příbram, n. 1990)

## N(2)
- Milan Nikolić, ex calciatore serbo (Kruševac, n. 1983)
- Milan Nitrianský, calciatore ceco (Prachatice, n. 1990)

## O(2)
- Milan Obradović, calciatore serbo (Brus, n. 1999)
- Milan Osterc, ex calciatore sloveno (Murska Sobota, n. 1975)

## P(8)
- Milan Pacanda, ex calciatore ceco (Teplice, n. 1978)
- Milan Pavkov, calciatore serbo (Novi Sad, n. 1994)
- Milan Perendija, ex calciatore serbo (Belgrado, n. 1986)
- Milan Perić, ex calciatore serbo (Čačak, n. 1986)
- Milan Petrović, ex calciatore jugoslavo (Ragusa, n. 1958)
- Milan Petržela, calciatore ceco (Praga, n. 1983)
- Milan Pršo, calciatore serbo (Knin, n. 1990)
- Milan Purović, calciatore montenegrino (Titograd, n. 1985)

## R(8)
- Milan Radin, calciatore serbo (Novi Sad, n. 1991)
- Milan Radović, ex calciatore jugoslavo (Titovo Užice, n. 1952)
- Milan Rakič, ex calciatore sloveno (Novi Sad, n. 1981)
- Milan Rapaić, ex calciatore croato (Nova Gradiška, n. 1973)
- Milan Ristovski, calciatore macedone (Skopje, n. 1998)
- Milan Robberechts, calciatore belga (n. 2004)
- Milan Rodić, calciatore serbo (Dvar, n. 1991)
- Milan Rundić, calciatore serbo (Belgrado, n. 1992)

## S(11)
- Milan Savić, calciatore serbo (Belgrado, n. 1994)
- Milan Savić, calciatore bosniaco (Bijeljina, n. 2000)
- Milan Smiljanić, ex calciatore serbo (Kalmar, n. 1986)
- Milan Smit, calciatore olandese (Hollandscheveld, n. 2003)
- Milan Spremo, calciatore serbo (Novi Sad, n. 1995)
- Milan Stepanov, ex calciatore serbo (Novi Sad, n. 1983)
- Milan Stojanović, calciatore serbo (Leskovac, n. 1988)
- Milan Stojanović, calciatore jugoslavo (n. 1911)
- Milan Stupar, ex calciatore serbo (Žitište, n. 1980)
- Milan Susak, calciatore australiano (Fairfield, n. 1984)
- Milan Svojić, ex calciatore serbo (Užice, n. 1985)

## T(2)
- Milan Timko, ex calciatore slovacco (Prešov, n. 1972)
- Milan Tučić, calciatore sloveno (Lubiana, n. 1996)

## V(3)
- Milan Vilotić, ex calciatore serbo (Belgrado, n. 1986)
- Milan Vušurović, calciatore montenegrino (Cettigne, n. 1995)
- Milan van Ewijk, calciatore olandese (Amsterdam, n. 2000)

## Z(1)
- Milan Zagorac, ex calciatore serbo (Pančevo, n. 1980)

## Ć(1)
- Milan Ćulum, ex calciatore serbo (Novi Sad, n. 1984)

## Č(2)
- Milan Černý, calciatore ceco (Praga, n. 1988)
- Milan Čop, ex calciatore jugoslavo (Slavonski Brod, n. 1938)

## Đ(2)
- Milan Đurić, calciatore serbo (Belgrado, n. 1987)
- Milan Đurić, calciatore bosniaco (Tuzla, n. 1990)

## Š(4)
- Milan Škoda, calciatore ceco (Praga, n. 1986)
- Milan Švenger, calciatore ceco (Jablonec nad Nisou, n. 1986)
- Milan Šimčák, calciatore slovacco (Košice, n. 1995)
- Milan Škriniar, calciatore slovacco (Žiar nad Hronom, n. 1995)

## Ž(1)
- Milan Živadinović, calciatore e allenatore di calcio serbo (Belgrado, n. 1944 - Belgrado, † 2021)